# Paul Giéra
Paul Giéra (prowans. Pau Giera; ur. 22 stycznia 1816 w Awinionie, zm. 26 kwietnia 1861 tamże) – francuski poeta piszący w dialekcie prowansalskim.
Właściciel kancelarii notarialnej w Awinionie, w której poznał poetów Josepha Roumanille'a i Théodore'a Aubanela. 21 maja 1854 roku w jego dworku Font-Ségugne z widokiem na górę Ventoux odbyło się spotkanie zwolenników odrodzenia prowansalskiej kultury, którzy nazwali swoją grupę Związkiem Felibrów. Wiersze i anegdoty Paula Giéra przygotował do druku Roumanille. Ukazały się dopiero w roku 1865 pod tytułem Li Galejado (Opowiastki ucieszne).